# NGC 2104
NGC 2104 ist eine Balken-Spiralgalaxie vom Hubble-Typ SBm im Sternbild Pictor am Südsternhimmel. Sie ist schätzungsweise 43 Millionen Lichtjahre von der Milchstraße entfernt und hat einen Durchmesser von etwa 25.000 Lj.
Im selben Himmelsareal befindet sich u. a. die Galaxie NGC 2101.
Das Objekt wurde am 27. Dezember 1834 von John Herschel entdeckt.